# Chileranthemum
Chileranthemum es un género de plantas con flores perteneciente a la familia Acanthaceae. El género tiene 3 especies de hierbas, naturales de México.

## Taxonomía
El género fue descrito por Anders Sandoe Oersted y publicado en Videnskabelige Meddelelser fra Dansk Naturhistorisk Forening i Kjøbenhavn 1854: 166. 1855. La especie tipo es: Chileranthemum trifidum

## Especies deChileranthemum
- Chileranthemum lottiae
- Chileranthemum pyramidatum
- Chileranthemum trifidum